# Accipiter hiogaster
L'astore variabile (Accipiter hiogaster (Müller, 1841)) è un uccello rapace della famiglia degli Accipitridi originario di una fascia di territorio che dalle Molucche giunge fino alla Nuova Guinea e alle isole Salomone.

## Descrizione

### Dimensioni
Misura 30–48 cm di lunghezza, per un peso che varia tra i 175 e i 439 g a seconda delle sottospecie; l'apertura alare è di 55–80 cm.

### Aspetto
Questo accipitride tipico e di medie dimensioni possiede un grosso becco e zampe possenti ed evidenzia notevoli cambiamenti nella colorazione del piumaggio a seconda delle regioni. L'estremità delle ali è arrotondata, la punta della coda è corta e squadrata. Questi caratteri di riconoscimento non sono necessariamente presenti in tutti gli individui e la sagoma può subire cambiamenti più o meno profondi a seconda della sottospecie. In alcune razze polimorfiche (ad esempio leucosomus, dell'isola principale della Nuova Guinea), possono essere presenti quattro diverse forme di colorazione: forma normale, forma normale scura, forma bianca e forma grigia. Negli individui di forma normale, i maschi adulti hanno il dorso grigio scuro con la testa più chiara, le parti inferiori di colore rosso vinaccia e la gola grigia. Talvolta i fianchi e l'addome sono ricoperti da vaghe barre scure. Gli uccelli della forma normale scura sono abbastanza simili ai precedenti, ma il grigio-ardesia delle parti superiori è più scuro e le parti inferiori sono interamente castano scuro. Nella forma grigia, le parti superiori e inferiori variano dal grigio nerastro al marrone fuligginoso. Solamente le cosce sono rosse. Nella forma bianca, i maschi sono interamente bianchi e possono essere confusi con la forma bianca dell'astore grigio (A. novaehollandiae). I sessi sono generalmente identici, anche se le femmine di alcune razze presentano una bella colorazione grigio-brunastra sul dorso e delle barre sulle parti inferiori. Le femmine possono essere fino al 30% più grandi e fino al 75% più pesanti. Nei giovani, non vi sono differenze molto marcate tra esemplari di colore chiaro e di colore rosso sulle parti superiori: sono sempre marroni con le piume dai margini camoscio; hanno il vertice più scuro e i lati della testa striati. La coda presenta degli accenni di barrature e le parti inferiori color crema presentano striature bruno-rossastre sul petto e barre sull'addome. I disegni sulle parti inferiori sono spesso variabili. Le cosce sono tinte di camoscio o di rosso chiaro. Gli astori variabili mostrano una somiglianza più o meno spiccata con gli astori di Doria, gli astori dal mantello nero e gli sparvieri australiani. Data la loro incredibile diversità, tuttavia, è possibile confondere questi rapaci anche con altre specie.

### Voce
Al di fuori della stagione riproduttiva, gli astori variabili sono generalmente silenziosi. Il canto principale è una serie di 8-10 note basse, lente e melodiose, che aumentano e diminuiscono leggermente di volume. Questa prestazione vocale è assai diversa da quella dell'astore grigio. Il repertorio include a volte anche un chiacchiericcio rapido e una serie di starnazzii di cui ignoriamo l'utilizzo.

## Biologia
Gli astori variabili cacciano abitualmente alla posta a partire da posatoi, che possono essere esposti ben in evidenza o nascosti all'interno del fitto fogliame. Da qui si lanciano sulle lucertole che si crogiolano al sole, ma talvolta cacciano anche tra gli alberi. In Nuova Guinea, praticano il volo stazionario al di sopra delle paludi. Quando sono alla ricerca di piccole prede, si lanciano in picchiata tra i rami e le catturano tra il fogliame. Sono meno riservati della maggior parte degli accipitridi. Gli astori variabili vivono da soli o possibilmente in coppia. Le parate comportano picchiate e voli circolari al di sopra degli alberi con le ali leggermente incurvate verso il basso. Questi rituali hanno luogo all'inizio di giugno, poco prima dell'accoppiamento e della nidificazione. I voli circolari sono accompagnati da grida. A Guadalcanal, i voli circolari hanno luogo a fine luglio e sono accompagnati da grida piene di eccitazione. Come la maggior parte delle specie insulari, gli astori variabili sono sedentari.

### Alimentazione
Diversamente dall'astore grigio (Accipiter novaehollandiae), questo predatore non ha una dieta particolarmente specializzata. Le popolazioni che vivono in Nuova Guinea e nelle piccole isole limitrofe si nutrono probabilmente di rettili e di insetti. Nelle isole Salomone, il menu è costituito soprattutto da piccoli nidiacei prelevati dalle covate di pappagalli e di passeriformi. Gli astori variabili apprezzano molto le lucertole e i piccoli serpenti, le cavallette e i grilli arboricoli. Nella dieta figurano anche topi e piccoli mammiferi. Alcune razze concentrano i loro attacchi sugli uccelli: piccoli megapodi, tortore, trampolieri. Le colonie di storni metallici vengono visitate regolarmente.

### Riproduzione
La stagione di nidificazione ha luogo probabilmente da maggio a dicembre. La deposizione delle uova viene effettuata principalmente tra luglio e agosto in Nuova Guinea, ma talvolta due o tre mesi prima o dopo. Il nido è situato ben in evidenza ed è costruito con pezzi di legno e ramoscelli tenuti insieme da grandi foglie verdi. Misura 60 cm di larghezza e 35 cm di profondità. È posto a 25–30 m al di sopra del suolo su un vecchio ramo laterale o sulla biforcazione principale di un vecchio albero maturo. Possediamo solo pochissime informazioni sulla dimensione della covata, sulla durata dell'incubazione e sulla durata della permanenza dei giovani nel nido. Ciononostante, osservazioni compiute a Santa Isabel suggeriscono che la covata comprenda 2 o 3 uova che vengono covate per circa 30 giorni.

## Distribuzione e habitat
Gli astori variabili frequentano le foreste pluviali aperte e i boschetti in corso di rigenerazione. Possono essere avvistati nelle radure, ai margini delle foreste o in aree fortemente modificate quali le piantagioni di palma da cocco. In alcuni casi, occupano anche le savane con foreste a galleria o zone dove gli alberi sono piuttosto radi. Apprezzano inoltre le aree lasciate a maggese e i vecchi terreni agricoli abbandonati, i giardini botanici e i parchi situati ai margini delle città. Occasionalmente, questi predatori vanno a caccia in zone ancora più aperte, come le rive dei laghi e i margini delle paludi erbose. Il loro habitat preferito va dal livello del mare fino a 500 metri di altitudine, anche se in alcuni luoghi possono spingersi fino a 1600 m. In Nuova Britannia vengono avvistati nelle zone di collina.
Gli astori variabili sono originari dell'Australasia e della Wallacea. Il loro areale comprende quattro zone geografiche principali: le isole sud-occidentali (Molucche e Piccole Isole della Sonda), le isole della Nuova Guinea (della quale fanno parte anche gli arcipelaghi di Entrecasteaux e delle Luisiadi), l'arcipelago Bismarck e le isole Salomone (comprendente anche Bougainville).

## Tassonomia
Sono ufficialmente riconosciute 21 sottospecie:
- A. h. sylvestris Wallace, 1864, diffusa nelle Piccole Isole della Sonda occidentali e centrali (da Sumbawa ad Alor);
- A. h. polionotus (Salvadori, 1889), diffusa nelle isole Banda (a sud di Seram) e nelle Piccole Isole della Sonda orientali (Damar, Babar e isole Tanimbar);
- A. h. mortyi Hartert, 1925, endemica di Morotai (Molucche settentrionali);
- A. h. griseogularis (G. R. Gray, 1861), diffusa ad Halmahera, Bacan e nelle isole vicine (Molucche settentrionali);
- A. h. obiensis (Hartert, 1903), endemica di Obi (Molucche settentrionali);
- A. h. hiogaster (S. Müller, 1841), la sottospecie nominale, diffusa a Seram e nelle isole vicine (Molucche meridionali);
- A. h. pallidiceps (Salvadori, 1879), endemica di Buru (Molucche meridionali);
- A. h. albiventris (Salvadori, 1876), diffusa nelle isole Tayandu e nelle  isole Kai (Molucche meridionali);
- A. h. leucosomus (Sharpe, 1874), diffusa in Nuova Guinea, nelle isole vicine e nelle isole Aru;
- A. h. misoriensis (Salvadori, 1876), endemica dell'isola di Biak (baia di Geelvink);
- A. h. pallidimas Mayr, 1940, diffusa nell'arcipelago di Entrecasteaux;
- A. h. misulae Mayr, 1940, diffusa nell'arcipelago delle Luisiadi;
- A. h. lavongai Mayr, 1945, diffusa in Nuova Hannover, in Nuova Irlanda e a Tabar (Bismarck nord-orientali);
- A. h. matthiae Mayr, 1945, endemica delle isole Saint Matthias (Bismarck settentrionali);
- A. h. manusi Mayr, 1945, diffusa nelle isole dell'Ammiragliato (Bismarck nord-occidentali);
- A. h. dampieri (Gurney Sr., 1882), diffusa a Umboi e in Nuova Britannia (Bismarck meridionali);
- A. h. lihirensis Stresemann, 1933, diffusa nelle isole Lihir e Tanga (Nuova Irlanda);
- A. h. bougainvillei (Rothschild e Hartert, 1905), diffusa a Bougainville e nelle isole Shortland (Salomone settentrionali);
- A. h. rufoschistaceus (Rothschild e Hartert, 1902), diffusa a Choiseul, Santa Isabel e nelle isole Florida (Salomone centrali);
- A. h. rubianae (Rothschild e Hartert, 1905), endemica della Nuova Georgia (Salomone centrali);
- A. h. malaitae Mayr, 1931, endemica di Malaita (Salomone sud-orientali);
- A. h. pulchellus (E. P. Ramsay, 1882), endemica di Guadalcanal (Salomone sud-occidentali).

Riguardo alla tassonomia di questa specie, tuttavia, sussistono ancora dei dubbi. In passato considerata una sottospecie dell'astore grigio, è stata promossa come specie separata. È probabile che la sua suddivisione in 22 sottospecie sia una forma di classificazione opportunistica e semplificata. Quando gli studiosi avranno in mano maggiori informazioni su di essa, è probabile che verrà «suddivisa» in diverse specie. Il processo è già iniziato con A. h. griseogularis, l'astore golagrigia, che viene talvolta considerato come forma a sé.

## Conservazione
Gli astori variabili occupano un'area geografica di circa un milione di chilometri quadrati. Secondo David Christie, la popolazione complessiva deve essere ragionevolmente stimata a più di 100.000 individui. Alcune sottospecie presenti sulle isole più piccole, tuttavia, sono molto più rare.